# Hinrik Funhof

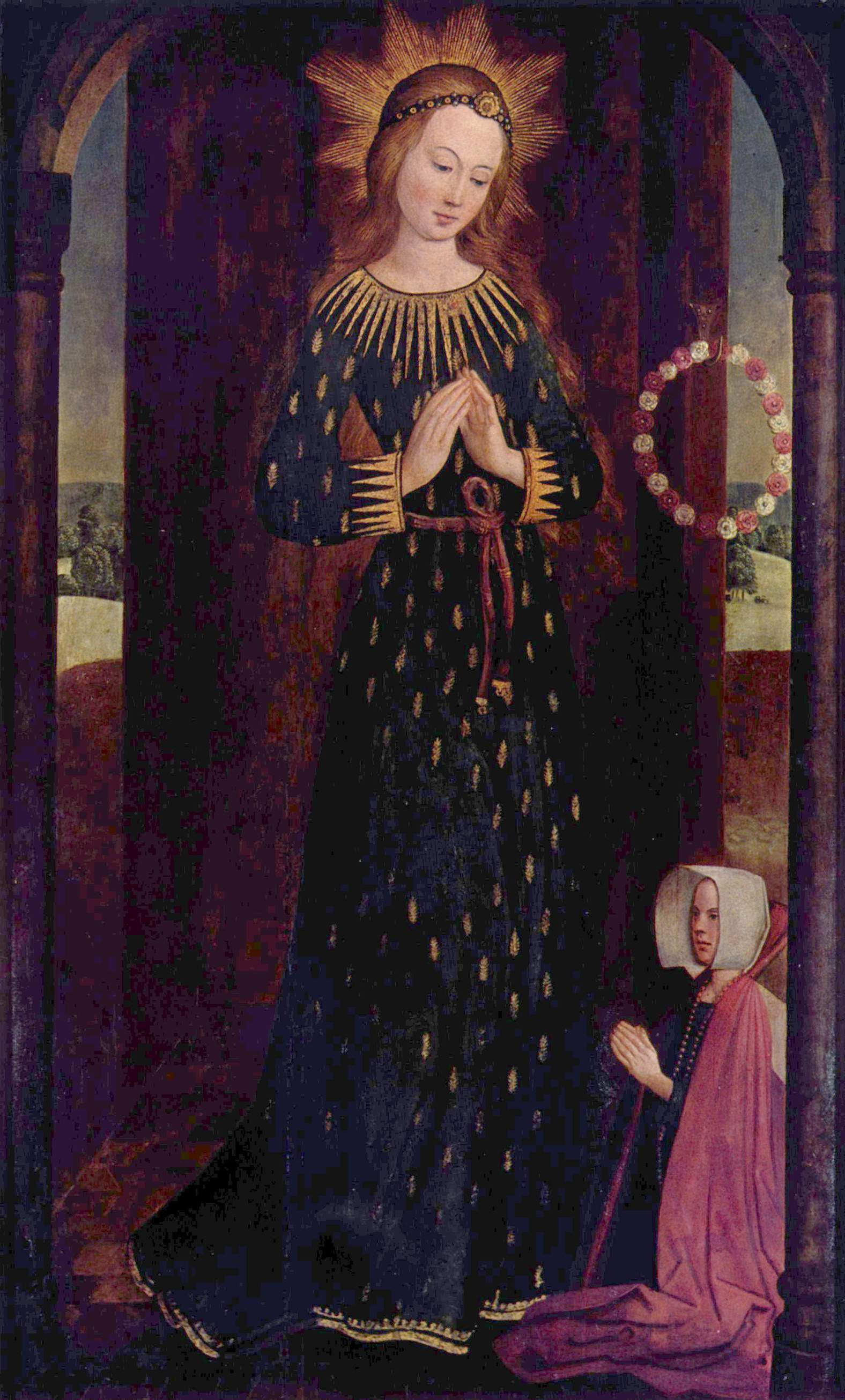
Maria w sukni z kłosami (ok. 1480 Hamburg, Kunsthalle)

Hinrik Funhof, Hinrich Funhof, Hinrik Vonhoff (zm. 1484/85) – malarz reprezentujący późny gotyk w północnych Niemczech.
Prawdopodobnie pochodził z Westfalii, od roku 1475 związany z Hamburgiem, gdzie przejął warsztat Hansa Bornemanna. Jego dzieła zawierają liczne recepcje malarstwa niderlandzkiego, przede wszystkim kształtowanie przestrzeni i silnej integracji wnętrza z tłem krajobrazowym. Jego styl kształtował się pod wpływem prac Dirka Boutsa a głównie Hansa Memlinga. Uprawiał malarstwo tablicowe, realizował obrazy do ołtarzowych retabulów oraz obrazy wotywne.

## Dzieła
- Maria w sukni z kłosami (ok. 1480 Hamburg, Kunsthalle) namalowany dla konwentu św. Marii Magdaleny w Hamburgu, przedstawiający stojącą we wnętrzu Marię o złożonych rękach i  zwracającą się do ukazanej z profilu adorantki. Ubrana w czarną suknię ozdobioną motywem kłosa zbożowego, stąd tytuł.
- Gody w Kanie (ok 1481, zbiory prywatne) – obraz przedstawiający biblijną scenę w atmosferze życia XV-wiecznego mieszczaństwa[1].
- Ołtarz w kościele Św. Jana w Lüneburgu (1482–1484) przedstawiający wątki z życia Jana Chrzciciela oraz świętych Cecylii, Urszuli i Jerzego[2].